# Achiel Van Acker
Achille Honoré (Achiel) Van Acker uitspraakⓘ (Brugge, 8 april 1898 – aldaar, 10 juli 1975) was een Belgisch socialistisch politicus. Hij was viermaal premier van België.

## Levensloop
Van Acker werd geboren in een gezin van twaalf kinderen. Reeds van zijn zesde jaar moest hij vader helpen bij het mandenvlechten. Omdat hij de school op tienjarige leeftijd moest verlaten, volgde hij avondles en werd hij beschouwd als een "selfmade man". Het belette niet dat hij doctor honoris causa werd van de Universiteit van Rijsel. Oorspronkelijk was hij een voorstander van de christendemocratische beweging, geleid door priester Florimond Fonteyne. Door zijn leeswoede kwam hij in contact met de socialistische beweging, waarin hij zich verder zou verdiepen.
In 1914 stichtte Van Acker samen met enkele vrienden een Bond voor de Verdediging van de Vlaamsche Rechten. Het uitbreken van de Eerste Wereldoorlog dat jaar betekende voor hem het begin van een lange zwerftocht door Frankrijk, waar hij aan de slag ging als onder meer bootsman, stuwadoor, grondwerker en metselaar. In die periode was hij even lid van de Frontbeweging, maar wegens zijn bijziendheid werd Van Acker niet toegelaten tot het front. Wel werkte hij van 1916 tot 1918 in de munitiefabriek in Le Havre.
Na de oorlog werd hij politiek actief voor de Belgische Werkliedenpartij. Van Acker werd onmiddellijk zeer actief in de Brugse socialistische beweging: in 1919 stichtte hij de Socialistische Jonge Wacht in Brugge en in 1920 werd hij verantwoordelijk uitgever van het socialistisch weekblad Werkerswelzijn, lid van de raad van beheer van enkele socialistische coöperatieve verenigingen en propagandist bij de Centrale der Fabrieksarbeiders. In 1921 kwam hij als secretaris aan het hoofd van de Brugse afdeling van de Centrale van Bouw, Hout en Gemengde Vakken en in 1922 werd hij secretaris van de Federatie van Vakbonden in het arrondissement Brugge. Als syndicalist zetelde hij eveneens in de raad van bestuur van verschillende lokale coöperatieven, zoals De Zon, Gelijkheid, Werkerswelzijn, Ontwaking en De Eendracht. In 1932 nam hij het initiatief voor de oprichting van een nieuw socialistisch weekblad, het Vlaamsch Weekblad. Door zijn geringe inkomsten als vakbondsleider was hij ook een tijdlang actief als handelsreiziger en baatte hij even een boekhandel uit. In 1929 werd hij ingewijd als vrijmetselaar in de werkplaats van de Brugse loge La Flandre van het Grootoosten van België.
In 1926 werd hij voor de BWP verkozen tot gemeenteraadslid van Brugge, een functie die hij met een onderbreking van 1958 tot 1964 bleef uitoefenen tot in 1970. Ook op nationaal vlak begon hij zich te engageren. In november 1927 volgde hij op 29-jarige leeftijd Camiel Mostaert op als lid van de Kamer van volksvertegenwoordigers voor het arrondissement Brugge, een functie die hij zou bekleden tot in 1974. Hij was voornamelijk actief in de commissies Openbare Werken, Arbeid en Sociale Voorzorg. Van 1936 tot 1944 was Van Acker quaestor in de Kamer. 
Tijdens de Tweede Wereldoorlog nam hij vanaf de tweede helft van 1941 het voortouw in de reorganisatie van de socialistische beweging met de oprichting van de Vlaamse Centrale der Illegale Partij (samen met onder andere Edward Anseele jr.). In Brussel en Wallonië ontstonden gelijkaardige centrales en dat leidde in maart 1942 tot het ontstaan van de Illegale Belgische Socialistische Partij. Hierbij dient wel aangestipt te worden dat sommige van de vooroorlogse leiders (Paul-Henri Spaak, Camille Huysmans, e.a.) in Londen zaten. De socialisten in België en die in Londen werkten de facto naast elkaar. Na de arrestatie van Achille Delattre in oktober 1942 werd Van Acker aangesteld tot voorzitter van de illegale BSP. Na de Bevrijding in september 1944 werd Van Acker op de eerste Algemene Raad van de Belgische Socialistische Partij officieel tot voorzitter van de partij verkozen. Begin oktober 1944 nam hij alweer ontslag uit deze functie, nadat hij was aangesteld tot minister van Arbeid en Sociale Voorzorg.
Na de Tweede Wereldoorlog bouwde Van Acker een indrukwekkende politieke loopbaan uit. Hij was achtereenvolgens minister van Arbeid en Sociale Voorzorg (september 1944 - februari 1945 en maart 1946), premier en minister van Steenkool (februari 1945 - maart 1946 en maart - augustus 1946), minister van Verkeerswezen (maart 1947 - juni 1949) en opnieuw premier (april 1954 - juni 1958). Aan zijn kolenslag dankte hij de bijnaam Achille Charbon. Hij stelde Duitse krijgsgevangenen verplicht te werk om de kolenproductie weer op peil te krijgen. Tijdens zijn periode als minister van Verkeerswezen werd begonnen met de elektrificatie van het spoorwegennetwerk en werkte hij plannen uit rond de aanleg van een metrolijn in Brussel. De eerste drie regeringen onder Achiel Van Acker waren kortstondig ten gevolge van de Koningskwestie.
Van 1961 tot 1974 was hij voorzitter van de Kamer van volksvertegenwoordigers. Hij werd benoemd tot minister van Staat op 23 december 1958. Helemaal op het einde van zijn bijna 50-jarige parlementaire carrière, in de periode december 1971-maart 1974, had hij als gevolg van het toen bestaande dubbelmandaat ook zitting in de Cultuurraad voor de Nederlandse Cultuurgemeenschap, die op 7 december 1971 werd geïnstalleerd en de verre voorloper is van het Vlaams Parlement.
Als jong parlementslid had Van Acker reeds interesse voor de problematiek van de sociale zekerheid. Hij diende verschillende wetsvoorstellen en -ontwerpen met betrekking tot de werkloosheid in en drong herhaaldelijk aan op een vereenvoudiging en centralisatie van het stelsel van maatschappelijke zekerheid. Onder zijn ministerschap kwam er de belangrijke besluitwet betreffende de sociale zekerheid van 28 december 1944, waarover hij tijdens de oorlog al geheime besprekingen had gevoerd, vandaar dat hij als "vader van de sociale zekerheid" de geschiedenis ingaat. De vierde regering (1954-1958) realiseerde sociale thema's zoals de invoering van de vijfdagenwerkweek, waarbij hij profiteerde van een economische heropleving. De Schoolstrijd tussen het vrij en het openbaar onderwijs was een gevolg van nieuwe wetgeving door de regering. Daarnaast stonden Van Acker en zijn regering in die periode in voor de organisatie van de Wereldtentoonstelling van 1958 in Brussel. Bij de verkiezingen van 1958 verloor de regering-Van Acker IV haar meerderheid, waarna de socialisten in de oppositie belandden.
Van Acker was een voorstander van de unitaire Belgische staat en was een koele minnaar van het federalisme. Hij stelde zich zeer gematigd op in communautaire en taalkwesties. Van Acker was de laatste eerste minister die geboren was in de 19de eeuw.
Naast zijn politieke loopbaan was hij bedrijvig als letterkundige: hij publiceerde verzen en prozabundels. Tijdens de Tweede Wereldoorlog had hij een eigen boekenwinkel en hij gaf een tijdlang de letterkundige reeks De Garve uit om goedkope pockets onder het publiek te brengen. Hij had interesse voor volkskunde en verzamelde duizenden uitdrukkingen en zegswijzen. Hij kende de Brugse taal en volksgebruiken als geen ander.
Hij trouwde met Anna Verhé (1899-1991). Ze hadden drie zoons:
- Jan Van Acker (1923-1994), hulpbibliothecaris in het Belgisch Parlement.
- Hans van Acker (1925-2018), regeringscommissaris bij de Rijksuniversiteit Gent.
- Frank Van Acker (1929-1992), trad in de voetsporen van zijn vader en bouwde een politieke carrière uit.

## Publicaties
- Moederweelde, Brugge, 1926
- Drie sterren, Die Keure, Brugge, 1963.
- Herinneringen: Kinderjaren, Antwerpen, 1964.
- Herinneringen : jeugd in oorlogstijd, Antwerpen, 1967
- Puntdichten en grafschriften, Lannoo, Tielt, 1968.

### Postume publicaties
- De duivel in spreekwoord en gezegde, UGA, Heule, 1976
- Het verleden in spreekwoord en gezegde, UGA, Heule, 1977
- Tochten, Brugge, 1998
- Herinneringen, kinderjaren : opgroeien in het volkse Vlaanderen van 1900, The History Press, 2010.
- (met Koen DE BRABANDER en John HEUZEL) Herinneringen : oorlogsjaren 1914-1918 : jeugd in oorlogstijd, Stroud : The History Press, 2012